# 野口昇
野口 昇（のぐち のぼる、1922年（大正11年）3月18日 - 1945年（昭和20年））は、昭和前期に活躍したプロ野球選手（内野手）。
明、二郎、昇、渉とプロ野球選手を輩出した野口四兄弟の三兄。

## 来歴・人物
愛知県名古屋市出身。兄2人（明、二郎）に続いて中京商業学校（現：中京大学附属中京高等学校）に入学し、野球部に所属した。1939年と1940年の選抜中等学校野球大会に三塁手として出場したが、優勝経験はない。1941年に阪神軍に入団。新人の年から74試合に出場。1942年にはシーズンフル出場となる105試合に出場し、選手層が薄いチームを支えた。1943年のシーズン中に従軍し、満州へ渡る。1945年にフィリピンで戦死した。
財団法人野球体育博物館の「鎮魂の碑」にその名が刻まれている。
対大洋戦で、投手・二郎、捕手・明の兄二人のバッテリーと対戦、打ち取られた。

## 甲子園成績
- 第16回選抜中等学校野球大会（1939年春）

　○7-2海草中学、○6-3徳島商業、○4-1小倉工業、●5-6岐阜商業（準決勝）
- 第17回選抜中等学校野球大会（1940年春）

　●1-6京都商業（2回戦）

## 詳細情報

### 年度別打撃成績
| 年 度     | 球 団     | 試 合 | 打 席 | 打 数 | 得 点 | 安 打 | 二 塁 打 | 三 塁 打 | 本 塁 打 | 塁 打 | 打 点 | 盗 塁 | 盗 塁 死 | 犠 打 | 犠 飛 | 四 球 | 敬 遠 | 死 球 | 三 振 | 併 殺 打 | 打 率 | 出 塁 率 | 長 打 率 | O P S |
| --------- | --------- | ----- | ----- | ----- | ----- | ----- | -------- | -------- | -------- | ----- | ----- | ----- | -------- | ----- | ----- | ----- | ----- | ----- | ----- | -------- | ----- | -------- | -------- | ----- |
| 1941      | 阪神      | 74    | 235   | 201   | 12    | 29    | 4        | 0        | 1        | 36    | 10    | 1     | --       | 7     | --    | 27    | --    | 0     | 27    | --       | .144  | .246     | .179     | .425  |
| 1942      | 阪神      | 105   | 409   | 350   | 25    | 72    | 7        | 2        | 1        | 86    | 22    | 8     | 8        | 12    | --    | 47    | --    | 0     | 23    | --       | .206  | .300     | .246     | .545  |
| 1943      | 阪神      | 40    | 98    | 83    | 9     | 14    | 1        | 0        | 0        | 15    | 7     | 1     | 2        | 3     | --    | 12    | --    | 0     | 2     | --       | .169  | .274     | .181     | .454  |
| 通算：3年 | 通算：3年 | 219   | 742   | 634   | 46    | 115   | 12       | 2        | 2        | 137   | 39    | 10    | 10       | 22    | --    | 86    | --    | 0     | 52    | --       | .181  | .279     | .216     | .495  |

- 各年度の太字はリーグ最高

### 背番号
- 5 （1941年 - 1943年途中）

## 演じた俳優
- 斎藤嘉樹 - 「1942年のプレイボール」（NHK総合「土曜ドラマスペシャル」、2017年8月12日[3]）